# سوفی مارینووا
سوفی مارینووا (به انگلیسی: Sofi Marinova) (زاده ۲ دسامبر ۱۹۷۵) خواننده بلغارستانی است.
او در مسابقه آواز یوروویژن ۲۰۱۲ نماینده بلغارستان بود.